# Вонтов, Александр Борисович
Александр Борисович Вонтов (7 декабря 1950, Ленинград — 17 января 2024, Санкт-Петербург) — советский и российский актёр театра и кино. Заслуженный артист Российской Федерации (2012), заслуженный работник культуры Российской Федерации (2004).

## Биография
Родился 7 декабря 1950 года в Ленинграде.
Окончил Ленинградский государственный институт театра, музыки и кинематографии в 1977 году (курс Рубена Агамирзяна и Владимира Петрова).
По окончании института был принят в труппу театра им. В. Ф. Комиссаржевской, где работал до конца жизни. С 1992 года был помощником художественного руководителя, а в 1993 году стал заведующим режиссерским управлением. За годы службы в театре исполнил более 80 ролей.
Также работал некоторое время в театре Русская антреприза им. Андрея Миронова.
С 1980 года снимался в кино и на телевидении. 
Скончался 17 января 2024 года в Санкт-Петербурге на 74-м году жизни в результате сердечного приступа.
Церемония прощания с актёром прошла 22 января в театре им. Комиссаржевской. Похоронен в Санкт-Петербурге.

## Избранная фильмография
- 1980 — Окно во двор (фильм-спектакль) — Сэм
- 1982 — Влюблён по собственному желанию — в титрах не указан
- 1984 — ТАСС уполномочен заявить… — в титрах не указан
- 1985 — Грядущему веку — Семён Прозоровский
- 1999—2003 — Улицы разбитых фонарей — разные роли
- 2000 — Бандитский Петербург. Фильм 2. Адвокат — помощник Генерального прокурора
- 2006 — Пушкин. Последняя дуэль — Сергей Семёнович Уваров
- 2008 — Адмиралъ — командир крейсера «Императрица Мария»
- 2008—2009 — Дорожный патруль — полковник Виктор Иванович Фёдоров
- 2010 — 9 мая. Личное отношение (новелла "Конфетки") — отец Наташи
- 2013 — Всё началось в Харбине — Иосиф Сталин
- 2017 — Салют-7 — генерал
- 2019 — Формула преступления — Иван Илларионович Воронцов-Дашков
- 2020 — Зоя — Иосиф Сталин
- 2023 — Добровольцы: На войну (2023) —Иосиф Сталин

## Звания и награды
- 1999 — Знак Министерства культуры России «За достижения в культуре»
- 2004 — «Заслуженный работник культуры Российской Федерации»
- 2012 — «Заслуженный артист Российской Федерации»

## Издания
- Сотый раз в поисках Безымянной звезды… // интервью с А. Вонтовым и Р. Литвиновым записала С. Володина// PRO-сцениум, февраль 2010, № 3-4.
- С. Володина / О Вонтове Саше замолвите слово… // Зрительный ряд, 1-15 декабря 2010, № 19 (103)
- А. Вонтов. Моему близкому другу — с любовью. Посвящается Нелли Поповой // Правоинформ, № 35 (749), 10 сентября 2012
- Вспоминая Мастера (о Р. С. Агамирзяне) // Правоинформ, 17 декабря 2012. № 49 (763)
- Хорошо, что в нашем театре есть АБВ… //Санкт-Петербургский курьер, 3-9 декабря 2015
- Московский наблюдатель. — Информполиграф, 1995. — 408 с.